# Costa-la-Roia
Costa-la-Roia (Costa-la-Roja, en pallarès) és una costa del terme de la Torre de Cabdella, al Pallars Jussà, dins del seu terme primigeni.
Està situada en el costat nord del lloc on s'estava construint l'estació d'esquí de Filià, a la capçalera de la vall del riu de Filià, al nord-oest de la Cabana de Filià. És també el vessant sud-est del Tossal de Paiasso.

## Etimologia
Es tracta d'un topònim romànic de caràcter descriptiu: es tracta d'una costa on predomina la terra de color roig. La pronúncia pallaresa del so que correspon en català estàndard a la grafia j és habitualment una i.